# Aart Hendrik Willem Hacke
Aart Hendrik Willem Hacke (Amsterdam, 10 mei 1893 - Putten, 1 september 1961) was een Nederlands politicus en medeoprichter van een particuliere inlichtingendienst. 

## Voor de oorlog
Hacke, telg uit het geslacht Hacke, was deskundige op het gebied van sociale zekerheid. Hij doorliep een loopbaan bij de Inspectie van de Arbeid en werd in 1932 directeur-generaal van de Arbeid. In die functie maakte hij zich impopulair bij de werknemers door zich een aanhanger te tonen van de politiek van loonsverlagingen door de kabinetten Colijn. 

## Tijdens de bezetting
Meteen na de Duitse inval kreeg hij de nevenfunctie van directeur van het Rijksbureau voor Diamant, waarbij hij weigerde mee te werken aan de inleveringen van diamantvoorraden. In 1941 weigerde hij de Duitsers lijsten te verstrekken van in de diamantindustrie werkzame Joden, waarna hij ontslagen werd. Tijdens de bezetting wist hij als directeur-generaal van de Arbeid door het verstrekken van zogenoemde nulvergunningen een groot aantal mensen uit de Arbeitseinsatz te houden.

## Na de bevrijding

### Politieke loopbaan
Meteen na de bevrijding bekritiseerde hij fel de door de regering in Londen genomen besluiten om de arbeidsverhoudingen na de oorlog te reguleren. Hij noemde die besluiten verwerpelijk, waarna minister Wijffels hem als directeur-generaal ontsloeg. Daarna ging hij in de politiek en was van 1946 tot 1948 liberaal Tweede Kamerlid namens de Partij van de Vrijheid in de eerste gekozen naoorlogse Tweede Kamer. Hacke trad in 1948 toe tot de nieuw opgerichte Volkspartij voor Vrijheid en Democratie (VVD). Na zijn Kamerlidmaatschap was hij belast met de leiding van de nieuw ingestelde ziekenfondsraad. Hij was actief in de kring van de werkgevers en medeoprichter van de Stichting van de Arbeid.

### Anticommunistische inlichtingendienst
In 1947 richtte Hacke samen met Tjerk Elsinga de particuliere inlichtingendienst Dienst Hacke-Elsinga op, die als taak had het communisme te bestrijden. Nadat de directeur van Heinekens's Brouwerijen 100.000 gulden voor de inlichtingendienst beschikbaar stelde werd de naam gewijzigd in Stichting Opleiding Arbeidskrachten Nederland (SOAN). Anders dan de naam doet vermoeden bleef het om een particuliere anti-communistische veiligheidsdienst gaan, die bleef bestaan toen Stikker minister van Buitenlandse Zaken werd. De stichting was opgericht met medeweten van minister-president L.J.M. Beel en werd formeel gefinancierd door bedrijven, maar verkreeg in werkelijkheid zijn fondsen voornamelijk uit criminaliteit en belastingvrijdom. 
De Binnenlandse Veiligheidsdienst (BVD) kreeg van Beel opdracht om met de SOAN samen te werken, maar dat riep bij de BVD veel weerstand op. De medewerkers van de SOAN werden in verband gebracht met een groot aantal affaires, die zich deels voor de oprichting afspeelden, zoals: de voorbereiding van een staatsgreep, moorden, plannen om de leden van een Indonesische onderhandelingsdelegatie te vermoorden, verduisteringen van geld, aandelen en diamanten, smokkelaffaires, chantage van PvdA-politici en de diefstal van documenten uit de Amerikaanse ambassade. Ook werden ze in verband gebracht met de Zaak-Schallenberg. Kort nadat Elsinga in 1950 werd gearresteerd werd de SOAN opgeheven.
- Biografisch Portaal: 04948046
- Parlement.com: vg09ll1bfly6